# James Godday
James Godday (né le 9 janvier 1984 à Kaduna) est un athlète nigérian spécialiste du 400 mètres. 

## Palmarès

### Jeux olympiques d'été
- Jeux olympiques de 2004 à Athènes,  Grèce
  -  Médaille de bronze du relais 4 × 400 m

### Championnats d'Afrique
- Championnats d'Afrique d'athlétisme 2004 à Brazzaville,  République du Congo
  -  Médaille d'argent du relais 4 × 400 m
- Championnats d'Afrique d'athlétisme 2008 à Addis-Abeba,  Éthiopie
  -  Médaille de bronze du 400 m
- Championnats d'Afrique d'athlétisme 2010 à Nairobi,  Kenya
  -  Médaille de bronze du relais 4 × 400 m

### Jeux africains
- Jeux africains de 2003 à Abuja,  Nigeria
  -  Médaille d'argent du relais 4 × 400 m
- Jeux africains de 2011 à Maputo,  Mozambique
  -  Médaille d'argent du relais 4 × 400 m